# Universität der Künste Berlin
La Universität der Künste (abbreviato UdK, in italiano Università delle belle arti) è una delle università di Berlino, la cui sede si trova nel quartiere di Charlottenburg, nella quale si insegnano le arti figurative, la musica e la recitazione.

## Storia
L'università venne fondata nel 1696 ed era chiamata Preußische Akademie der Künste (Accademia prussiana delle belle arti). Nel corso del tempo l'università subì numerose riforme dell'ordinamento, infatti tra il 1875 e il 1882 venne divisa in due distinte sezioni: l'Hochschule für Bildende Künste (Istituto superiore per le arti figurative) e la Hochschule für Musik und Darstellende Kunst (Istituto superiore per la musica e la recitazione). Tra il 1897 e il 1902 vennero costruiti una serie di edifici barocchi per le due sezioni dell'università; il progetto venne affidato a Heinrich Kayser e Karl von Großheim. Dopo i bombardamenti della guerra sono rimasti solo due edifici. Nel 1955 è stata costruita una nuova sala concerti, al posto di quella distrutta dai bombardamenti, su progetto di Paul Baumgarten.

## Direttori
- Johann Gottfried Schadow
- Anton von Werner